# Euanthe (měsíc)
Euanthe (ew-an'-thee, IPA: /juænθi/) nebo též Jupiter XXXIII, je retrográdní nepravidelný přirozený satelit Jupiteru. Byl objeven v roce 2001 skupinou astronomů z Havajské univerzity vedených Scottem S. Sheppardem a dostal prozatímní označení S/2001 J 7, platné do srpna 2003, kdy byl definitivně pojmenován.

## Fyzika a skupina
Euanthe má v průměru asi ~3 km, jeho průměrná vzdálenost od Jupitera činí 20,4 Gm, obletí jej každých ~599 dnů, s inklinací 143° k ekliptice (142° k Jupiterovu rovníku) a excentricitou 0,2001. Euanthe patří do rodiny Ananke.